# Saison 1972-1973 du FC Nantes
Chronologie
Saison précédente Saison suivante
La saison 1972-1973 du FC Nantes est la 30e saison de l'histoire du club nantais. Le club est engagé dans deux compétitions : la Division 1 (10e participation) et la Coupe de France (30e participation).

## Effectif et encadrement

### Tableau des transferts
| Nom                 | Nationalité | Poste     | Modalités      | Provenance/Destination | Division                    |
| ------------------- | ----------- | --------- | -------------- | ---------------------- | --------------------------- |
| Arrivées            |             |           |                |                        |                             |
| René Donoyan        | France      | Gardien   |                | FC Bourges             | Division 2 - B (D2)         |
| Hugo Bargas         | Argentine   | Défenseur |                | Chacarita Juniors      | Primera División (D1)       |
| Raynald Denoueix    | France      | Défenseur |                | FC Nantes rés.         | Division 3 - Ouest (D3)     |
| Claude Arribas      | France      | Milieu    | Retour de prêt | Paris Saint-Germain FC | Division 1 (D1)             |
| Omar Sahnoun        | France      | Milieu    |                | AS Beauvais-Marissel   | DH Picardie (D4)            |
| Didier Couécou      | France      | Attaquant |                | Olympique de Marseille | Division 1 (D1)             |
| André Hamon         | France      | Attaquant |                | US Concarneau          | Division 3 - Ouest (D3)     |
| Départs             |             |           |                |                        |                             |
| Jean-Michel Fouché  | France      | Gardien   |                | Stade de Reims         | Division 1 (D1)             |
| Philippe Barot      | France      | Défenseur |                | Stade poitevin PEP     | Division 2 - A (D2)         |
| Jean-Luc Laguillez  | France      | Défenseur |                | ES La Rochelle         | Division 3 - Sud-Ouest (D3) |
| Georges Eo          | France      | Milieu    |                | Paris FC               | Division 1 (D1)             |
| Jacques Le Bourgocq | France      | Milieu    |                | FC Nantes rés.         | Division 3 - Sud-Ouest (D3) |
| Allan Michaelsen    | Danemark    | Milieu    |                | Eintracht Brunswick    | Bundesliga (D1)             |
| Jacques Contassot   | France      | Attaquant |                | AJ Auxerre             | Division 3 - Centre (D3)    |
| Paul Courtin        | France      | Attaquant |                | Nîmes Olympique        | Division 1 (D1)             |
| Pascal Girard       | France      | Attaquant |                | FC Nantes rés.         | Division 3 - Sud-Ouest (D3) |
| Patrice Kervarrec   | France      | Attaquant |                | AC Ajaccio             | Division 1 (D1)             |

## Matchs de la saison

### Division 1
| Date                       | Journée | Adversaire               | Lieu | Score | Buteurs du FC Nantes                                    | Class. | Affluence |
| -------------------------- | ------- | ------------------------ | ---- | ----- | ------------------------------------------------------- | ------ | --------- |
| Mercredi 9 août 1972       | J01     | SEC Bastia               | Ext. | 0 - 0 | -                                                       | 8      | 7.486     |
| Mercredi 16 août 1972      | J02     | Paris FC                 | Dom. | 2 - 0 | Couécou 65e, Maas 69e                                   | 5      | 15.812    |
| Mercredi 23 août 1972      | J03     | AS Nancy-Lorraine        | Ext. | 1 - 1 | Marcos 88e                                              | 5      | 12.539    |
| Samedi 26 août 1972        | J04     | Olympique de Marseille   | Ext. | 0 - 1 | -                                                       | 8      | 33.910    |
| Mercredi 6 septembre 1972  | J05     | Stade rennais FC         | Dom. | 1 - 0 | Rampillon 31e                                           | 7      | 22.432    |
| Samedi 16 septembre 1972   | J06     | US Valenciennes-Anzin    | Ext. | 1 - 1 | Pech 37e                                                | 6      | 6.101     |
| Mercredi 20 septembre 1972 | J07     | FC Sochaux-Montbéliard   | Dom. | 4 - 3 | Michel 9e 65e, Maas 63e, Pech 88e                       | 4      | 10.514    |
| Samedi 30 septembre 1972   | J08     | AC Ajaccio               | Ext. | 1 - 1 | Marcos 55e                                              | 6      | 1.772     |
| Mercredi 4 octobre 1972    | J09     | AS Saint-Etienne         | Dom. | 1 - 0 | Couécou 58e                                             | 4      | 19.410    |
| Samedi 7 octobre 1972      | J10     | OGC Nice                 | Ext. | 0 - 3 | -                                                       | 5      | 17.626    |
| Mardi 17 octobre 1972      | J11     | Angers SCO               | Dom. | 2 - 0 | Marcos 20e, Maas 86e                                    | 2      | 17.192    |
| Samedi 21 octobre 1972     | J12     | FC Metz                  | Ext. | 2 - 0 | Blanchet 57e, Rampillon 79e                             | 2      | 6.402     |
| Samedi 28 octobre 1972     | J13     | Stade de Reims           | Dom. | 0 - 0 | -                                                       | 2      | 16.384    |
| Mercredi 1er novembre 1972 | J14     | FC Girondins de Bordeaux | Ext. | 1 - 2 | Michel 64e                                              | 4      | 9.020     |
| Samedi 18 novembre 1972    | J15     | RP Strasbourg-Meinau     | Dom. | 6 - 2 | Marcos 3e 88e; Rampillon 12e, Couécou 23e 77e, Pech 69e | 3      | 9.965     |
| Samedi 25 novembre 1972    | J16     | Olympique lyonnais       | Ext. | 4 - 2 | Michel 61e; Maas 62e, Marcos 67e, Blanchet 80e          | 2      | 13.303    |
| Dimanche 10 décembre 1972  | J18     | CS Sedan-Ardennes        | Ext. | 3 - 0 | Maas 44e, Marcos 54e 83e                                |        | 4.410     |
| Dimanche 17 décembre 1972  | J19     | Red Star FC              | Dom. | 3 - 1 | Maas 18e, Grabowski 32e (csc), Marcos 77e               |        | 11.973    |
| Dimanche 7 janvier 1973    | J20     | Paris FC                 | Ext. | 2 - 1 | Marcos 21e, Couécou 82e                                 |        | 22.819    |
| Dimanche 14 janvier 1973   | J21     | AS Nancy-Lorraine        | Dom. | 2 - 1 | Marcos 22e, Michel 49e                                  |        | 11.325    |
| Dimanche 21 janvier 1973   | J22     | Olympique de Marseille   | Dom. | 1 - 2 | C. Arribas 22e                                          |        | 21.594    |
| Dimanche 4 février 1973    | J23     | Stade rennais FC         | Ext. | 0 - 0 | -                                                       |        | 12.361    |
| Dimanche 11 février 1973   | J24     | US Valenciennes-Anzin    | Dom. | 1 - 0 | C. Arribas 44e                                          | 1      | 9.718     |
| Dimanche 25 février 1973   | J25     | FC Sochaux-Montbéliard   | Ext. | 1 - 0 | Rampillon 81e                                           |        | 5.101     |
| Samedi 17 mars 1973        | J26     | AC Ajaccio               | Dom. | 6 - 1 | C. Arribas 4e, Couécou 31e 79e, Michel 34e 54e 84e      |        | 11.120    |
| Vendredi 23 mars 1973      | J27     | AS Saint-Étienne         | Ext. | 2 - 1 | Rampillon 46e, C. Arribas 80e                           |        | 16.765    |
| Mercredi 28 mars 1973      | J28     | OGC Nice                 | Dom. | 2 - 2 | Couécou 18e, Vandini 44e (csc)                          |        | 26.613    |
| Samedi 31 mars 1973        | J29     | Angers SCO               | Ext. | 0 - 1 | -                                                       |        | 14.364    |
| Mercredi 4 avril 1973      | J17     | Nîmes Olympique          | Dom. | 2 - 1 | Blanchet 14e, Bargas 51e                                |        | 17.750    |
| Samedi 7 avril 1973        | J30     | FC Metz                  | Dom. | 0 - 0 | -                                                       |        | 14.239    |
| Mercredi 11 avril 1973     | J31     | Stade de Reims           | Ext. | 1 - 2 | Blanchet 24e                                            |        | 10.948    |
| Samedi 21 avril 1973       | J32     | FC Girondins de Bordeaux | Dom. | 3 - 0 | Maas 27e, Blanchet 73e 82e                              |        | 12.345    |
| Vendredi 27 avril 1973     | J33     | RP Strasbourg-Meinau     | Ext. | 3 - 0 | Hamon 10e, Maas 20e, Blanchet 70e                       |        | 11.464    |
| Mardi 1er mai 1973         | J34     | Olympique lyonnais       | Dom. | 3 - 0 | Rampillon 31e 42e 70e                                   |        | 18.931    |
| Samedi 5 mai 1973          | J35     | Nîmes Olympique          | Ext. | 1 - 1 | Maas 64e                                                |        | 10.390    |
| Samedi 12 mai 1973         | J36     | CS Sedan-Ardennes        | Dom. | 1 - 0 | Maas 7e                                                 |        | 21.850    |
| Mardi 29 mai 1973          | J37     | Red Star FC              | Ext. | 3 - 1 | Blanchet 32e, Michel 33e, Couécou 70e                   |        | 14.045    |
| Samedi 2 juin 1973         | J38     | SEC Bastia               | Dom. | 1 - 0 | Couécou 38e                                             | 1      | 23.719    |

### Coupe de France
| Date                     | Tour                    | TV | Adversaire         | Niveau | Lieu   | Score      | Buteurs du FCN                                       | Affluence |
| ------------------------ | ----------------------- | -- | ------------------ | ------ | ------ | ---------- | ---------------------------------------------------- | --------- |
| Dimanche 28 janvier 1973 | 1/32e de finale         | -  | Angers SCO         | D1     | Neutre | 3 - 1      | Marcos 5e, Maas 32e, Pech 62e                        | 11.200    |
| Samedi 17 février 1973   | 1/16e de finale         | -  | CS Sedan-Ardennes  | D1     | Neutre | 1 - 0      | Couécou 89e                                          | 11.864    |
| Vendredi 9 mars 1973     | 1/8e de finale - aller  | -  | Paris FC           | D1     | Ext.   | 4 - 2      | Marcos 5e, Rampillon 27e, Couécou 45e 51e            | 25.000    |
| Mercredi 14 mars 1973    | 1/8e de finale - retour | -  | Paris FC           | D1     | Dom.   | 0 - 1      | -                                                    | 14.966    |
| Samedi 14 avril 1973     | 1/4 de finale - aller   | -  | AS Saint-Étienne   | D1     | Ext.   | 0 - 2      | -                                                    | 13.054    |
| Mercredi 18 avril 1973   | 1/4 de finale - retour  | -  | AS Saint-Étienne   | D1     | Dom.   | 5 - 1 a.p. | Osman 44e, Couécou 60e 104e, Bargas 68e, Michel 115e | 19.003    |
| Mercredi 6 juin 1973     | 1/2 finale - aller      | -  | Nîmes Olympique    | D1     | Ext.   | 0 - 0      | -                                                    | 15.000    |
| Samedi 9 juin 1973       | 1/2 finale - retour     | -  | Nîmes Olympique    | D1     | Dom.   | 3 - 0      | Couécou 40e (pen.), Michel 55e, Maas 67e             | 24.099    |
| Dimanche 17 juin 1973    | Finale                  | -  | Olympique lyonnais | D1     | Neutre | 1 - 2      | Couécou 85e                                          | 45.734    |

## Statistiques

### Statistiques collectives
| Compétition     | Débute au tour  | Termine  | Matches joués | Gagnés | Nuls | Perdus | Buts pour | Buts contre | Différence |
| --------------- | --------------- | -------- | ------------- | ------ | ---- | ------ | --------- | ----------- | ---------- |
| Division 1      | -               | Champion | 38            | 23     | 9    | 6      | 67        | 31          | +36        |
| Coupe de France | 1/32e de finale | Finale   | 9             | 5      | 1    | 3      | 17        | 9           | +8         |
| Total           | -               | -        | 47            | 28     | 10   | 9      | 84        | 40          | +44        |

## Affluences
L'affluence à domicile du FC Nantes atteint un total :
- de 312 886 spectateurs en 19 rencontres de Division 1, soit une moyenne de 16 468/match.
- de 58 068 spectateurs en 3 rencontres de Coupe de France, soit une moyenne de 19 356/match.
- de 379 954 spectateurs en 22 rencontres toutes compétitions confondues, soit une moyenne de 17 271/match.

Affluence du FC Nantes à domicile